# Stazione meteorologica di Torino Caselle
La stazione meteorologica di Torino Caselle è la stazione meteorologica di riferimento per il Servizio Meteorologico dell'Aeronautica Militare e per l'Organizzazione Mondiale della Meteorologia, relativa alla città di Torino.

## Caratteristiche

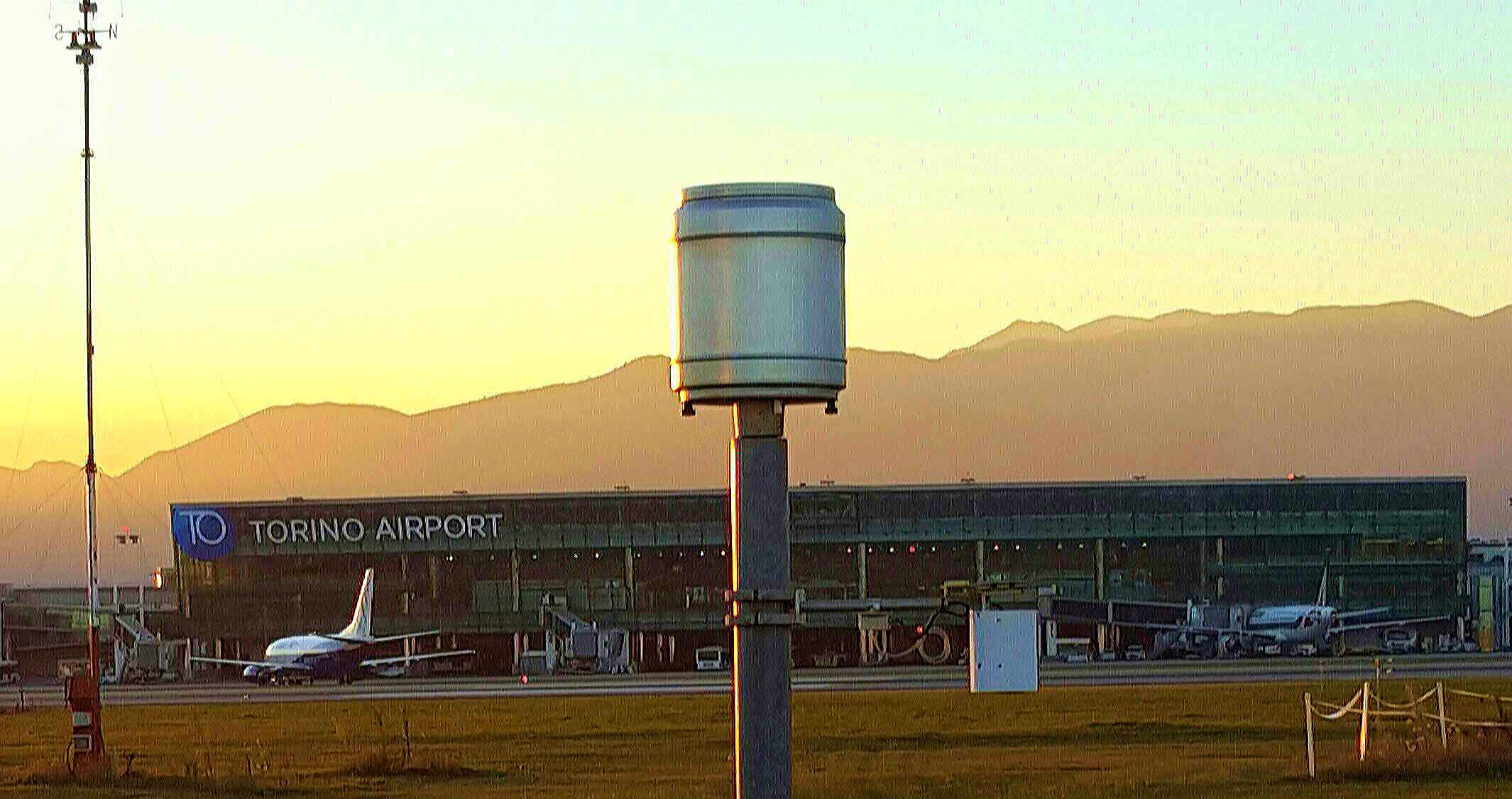
Veduta dell'anemometro (a sinistra) e del pluviometro (in primo piano) della stazione meteorologica.

La stazione meteorologica, gestita dall'ENAV, si trova nell'Italia nord-occidentale, in Piemonte, nell'area aeroportuale di Torino-Caselle, a 287 metri s.l.m. e alle coordinate geografiche 45°11′30.65″N 7°39′02.39″E.

## Medie climatiche ufficiali

### Dati climatologici 1971-2000
In base alle medie climatiche del trentennio 1971-2000, le più recenti in uso, la temperatura media del mese più freddo, gennaio, è di +2,1 °C, mentre quella del mese più caldo, luglio, è di +22,4 °C; mediamente si contano 83 giorni di gelo all'anno e 16 giorni annui con temperatura massima uguale o superiore ai 30 °C. Nel trentennio esaminato, i valori estremi di temperatura sono i +36,2 °C del luglio 1983 (valore poi superato dai +37,1 °C dell'agosto 2003) e i -15,6 °C del gennaio 1971.
Le precipitazioni medie annue si attestano a 981 mm, mediamente distribuite in 81 giorni, con minimo relativo in inverno, picco massimo in primavera e massimo secondario in autunno per gli accumuli totali stagionali.
L'umidità relativa media annua fa registrare il valore di 73,8% con minimo di 67% a marzo e massimi di 78% ad ottobre, a novembre e a dicembre; mediamente si contano 45 giorni all'anno con episodi nebbiosi.
Di seguito è riportata la tabella con le medie climatiche e i valori massimi e minimi assoluti registrati nel trentennio 1971-2000 e pubblicati nell'Atlante Climatico d'Italia del Servizio Meteorologico dell'Aeronautica Militare relativo al medesimo trentennio.
| Torino Caselle (1971-2000)      | Mesi         | Mesi         | Mesi         | Mesi        | Mesi        | Mesi        | Mesi        | Mesi        | Mesi        | Mesi        | Mesi        | Mesi        | Stagioni | Stagioni | Stagioni | Stagioni | Anno  |
| Torino Caselle (1971-2000)      | Gen          | Feb          | Mar          | Apr         | Mag         | Giu         | Lug         | Ago         | Set         | Ott         | Nov         | Dic         | Inv      | Pri      | Est      | Aut      | Anno  |
| ------------------------------- | ------------ | ------------ | ------------ | ----------- | ----------- | ----------- | ----------- | ----------- | ----------- | ----------- | ----------- | ----------- | -------- | -------- | -------- | -------- | ----- |
| T. max. media (°C)              | 5,5          | 8,1          | 13,4         | 16,6        | 20,7        | 24,8        | 27,9        | 27,1        | 23,0        | 17,3        | 11,1        | 7,6         | 7,1      | 16,9     | 26,6     | 17,1     | 16,9  |
| T. min. media (°C)              | −2,5         | −0,7         | 2,7          | 5,7         | 10,4        | 14,0        | 16,9        | 16,5        | 12,7        | 7,4         | 1,9         | −1,6        | −1,6     | 6,3      | 15,8     | 7,3      | 7,0   |
| T. max. assoluta (°C)           | 20,1 (1982)  | 24,8 (1990)  | 26,8 (1990)  | 26,7 (1984) | 30,5 (1974) | 34,0 (1996) | 36,2 (1983) | 34,9 (1998) | 31,6 (1987) | 28,4 (1997) | 22,8 (1979) | 21,4 (1974) | 24,8     | 30,5     | 36,2     | 31,6     | 36,2  |
| T. min. assoluta (°C)           | −15,6 (1971) | −12,4 (1986) | −10,5 (1971) | −3,0 (1976) | 0,2 (1979)  | 5,4 (1974)  | 8,7 (1996)  | 8,0 (1972)  | 1,8 (1972)  | −3,9 (1997) | −8,2 (1989) | −9,8 (1989) | −15,6    | −10,5    | 5,4      | −8,2     | −15,6 |
| Giorni di calura (Tmax ≥ 30 °C) | 0,0          | 0,0          | 0,0          | 0,0         | 0,0         | 1,7         | 8,1         | 6,3         | 0,0         | 0,0         | 0,0         | 0,0         | 0,0      | 0,0      | 16,1     | 0,0      | 16,1  |
| Giorni di gelo (Tmin ≤ 0 °C)    | 24,9         | 17,3         | 6,3          | 1,2         | 0,0         | 0,0         | 0,0         | 0,0         | 0,0         | 0,7         | 9,6         | 22,9        | 65,1     | 7,5      | 0,0      | 10,3     | 82,9  |
| Precipitazioni (mm)             | 47,8         | 47,1         | 72,5         | 113,3       | 145,3       | 104,3       | 70,5        | 76,1        | 83,8        | 106,1       | 69,1        | 45,1        | 140,0    | 331,1    | 250,9    | 259,0    | 981,0 |
| Giorni di pioggia               | 5,4          | 4,4          | 5,8          | 8,6         | 11,2        | 8,6         | 5,8         | 7,7         | 6,4         | 7,0         | 5,6         | 4,4         | 14,2     | 25,6     | 22,1     | 19,0     | 80,9  |
| Giorni di nebbia                | 9,9          | 6,3          | 2,2          | 1,1         | 1,0         | 0,4         | 0,5         | 0,4         | 1,2         | 4,7         | 8,9         | 9,0         | 25,2     | 4,3      | 1,3      | 14,8     | 45,6  |
| Umidità relativa media (%)      | 76           | 72           | 67           | 70          | 74          | 73          | 73          | 73          | 74          | 78          | 78          | 78          | 75,3     | 70,3     | 73       | 76,7     | 73,8  |

### Dati climatologici 1961-1990
In base alla media trentennale di riferimento 1961-1990, ancora in uso per l'Organizzazione meteorologica mondiale e definita Climate Normal (CLINO), la temperatura media del mese più freddo, gennaio, si attesta a +1,3 °C; quella del mese più caldo, luglio, è di +22,0 °C. Nel medesimo trentennio, la temperatura minima assoluta ha toccato i -15,6 °C nel gennaio 1971 (media delle minime assolute annue di -9,7 °C), mentre la massima assoluta ha fatto registrare i +36,2 °C nel luglio 1983 (media delle massime assolute annue di +32,6 °C).
La nuvolosità media annua si attesta a 4,1 okta giornalieri, con minimo di 3,4 okta giornalieri a luglio e massimo di 4,7 okta giornalieri a maggio.
Le precipitazioni medie annue si attestano a 914 mm e presentano un minimo in inverno, un picco primaverile e massimi secondari in estate ed autunno.
L'umidità relativa media annua fa registrare il valore di 74,8% con minimo di 67% a marzo e massimi di 80% a novembre e a dicembre.
L'eliofania assoluta media annua si attesta a 5,5 ore giornaliere, con massimo di 8,4 ore giornaliere a luglio e minimi di 3,5 ore giornaliere a novembre e a dicembre.
La pressione atmosferica media annua normalizzata al livello del mare fa registrare il valore di 1016,3 hPa, con massimi di 1019 hPa a gennaio e ad ottobre e minimo di 1014 hPa ad aprile.
| Torino Caselle (1961-1990)                           | Mesi         | Mesi         | Mesi         | Mesi        | Mesi        | Mesi        | Mesi        | Mesi        | Mesi        | Mesi        | Mesi        | Mesi         | Stagioni | Stagioni | Stagioni | Stagioni | Anno    |
| Torino Caselle (1961-1990)                           | Gen          | Feb          | Mar          | Apr         | Mag         | Giu         | Lug         | Ago         | Set         | Ott         | Nov         | Dic          | Inv      | Pri      | Est      | Aut      | Anno    |
| ---------------------------------------------------- | ------------ | ------------ | ------------ | ----------- | ----------- | ----------- | ----------- | ----------- | ----------- | ----------- | ----------- | ------------ | -------- | -------- | -------- | -------- | ------- |
| T. max. media (°C)                                   | 5,8          | 8,4          | 12,7         | 16,6        | 20,7        | 24,7        | 27,6        | 26,5        | 23,1        | 17,3        | 10,8        | 6,9          | 7,0      | 16,7     | 26,3     | 17,1     | 16,8    |
| T. min. media (°C)                                   | −3,3         | −1,1         | 2,1          | 5,6         | 9,9         | 13,8        | 16,3        | 15,7        | 12,6        | 7,2         | 1,8         | −2,3         | −2,2     | 5,9      | 15,3     | 7,2      | 6,5     |
| T. max. assoluta (°C)                                | 20,1 (1982)  | 24,8 (1990)  | 26,8 (1990)  | 26,7 (1984) | 30,5 (1974) | 33,4 (1981) | 36,2 (1983) | 34,2 (1962) | 31,6 (1987) | 26,8 (1962) | 22,8 (1979) | 21,4 (1974)  | 24,8     | 30,5     | 36,2     | 31,6     | 36,2    |
| T. min. assoluta (°C)                                | −15,6 (1971) | −12,3 (1963) | −10,5 (1971) | −3,0 (1976) | 0,0 (1967)  | 5,4 (1974)  | 7,4 (1969)  | 6,8 (1969)  | 1,8 (1972)  | −2,6 (1974) | −8,2 (1989) | −12,8 (1963) | −15,6    | −10,5    | 5,4      | −8,2     | −15,6   |
| Nuvolosità (okta al giorno)                          | 4,2          | 4,2          | 4,1          | 4,4         | 4,7         | 4,3         | 3,4         | 3,8         | 4,0         | 4,1         | 4,4         | 4,0          | 4,1      | 4,4      | 3,8      | 4,2      | 4,1     |
| Precipitazioni (mm)                                  | 40,5         | 52,5         | 76,9         | 104,1       | 120,3       | 97,6        | 66,6        | 79,8        | 70,1        | 88,9        | 75,5        | 41,6         | 134,6    | 301,3    | 244,0    | 234,5    | 914,4   |
| Giorni di pioggia                                    | 4            | 5            | 7            | 8           | 10          | 9           | 6           | 7           | 6           | 6           | 7           | 4            | 13       | 25       | 22       | 19       | 79      |
| Umidità relativa media (%)                           | 75           | 75           | 67           | 72          | 75          | 74          | 72          | 73          | 75          | 79          | 80          | 80           | 76,7     | 71,3     | 73       | 78       | 74,8    |
| Eliofania assoluta (ore al giorno)                   | 3,6          | 4,2          | 5,1          | 6,0         | 6,3         | 7,3         | 8,4         | 7,2         | 5,6         | 4,6         | 3,5         | 3,5          | 3,8      | 5,8      | 7,6      | 4,6      | 5,4     |
| Radiazione solare globale media (centesimi di MJ/m²) | 539          | 794          | 1 203        | 1 619       | 1 924       | 2 202       | 2 298       | 1 937       | 1 458       | 930         | 551         | 447          | 1 780    | 4 746    | 6 437    | 2 939    | 15 902  |
| Pressione a 0 metri s.l.m. (hPa)                     | 1 019        | 1 017        | 1 016        | 1 014       | 1 015       | 1 015       | 1 016       | 1 015       | 1 017       | 1 019       | 1 016       | 1 016        | 1 017,3  | 1 015    | 1 015,3  | 1 017,3  | 1 016,3 |

### Dati climatologici 1951-1980
In base alle medie climatiche del periodo 1951-1980, la temperatura media del mese più caldo, luglio, si attesta a +21,6 °C, mentre la temperatura media del mese più freddo, gennaio, fa registrare il valore di +1,1 °C.
Nel trentennio esaminato, la temperatura massima più elevata di +36,8 °C risale al luglio 1952, mentre la temperatura minima più bassa di -21,8 °C fu registrata nel febbraio 1956.
| Torino Caselle (1951-1980) | Mesi         | Mesi         | Mesi         | Mesi        | Mesi        | Mesi        | Mesi        | Mesi        | Mesi        | Mesi        | Mesi        | Mesi         | Stagioni | Stagioni | Stagioni | Stagioni | Anno  |
| Torino Caselle (1951-1980) | Gen          | Feb          | Mar          | Apr         | Mag         | Giu         | Lug         | Ago         | Set         | Ott         | Nov         | Dic          | Inv      | Pri      | Est      | Aut      | Anno  |
| -------------------------- | ------------ | ------------ | ------------ | ----------- | ----------- | ----------- | ----------- | ----------- | ----------- | ----------- | ----------- | ------------ | -------- | -------- | -------- | -------- | ----- |
| T. max. media (°C)         | 5,5          | 8,1          | 12,3         | 16,6        | 20,9        | 24,5        | 27,2        | 26,1        | 22,7        | 17,1        | 10,7        | 6,7          | 6,8      | 16,6     | 25,9     | 16,8     | 16,5  |
| T. min. media (°C)         | −3,4         | −1,3         | 2,0          | 5,4         | 9,7         | 13,7        | 15,9        | 15,4        | 12,3        | 7,0         | 1,8         | −2,1         | −2,3     | 5,7      | 15,0     | 7,0      | 6,4   |
| T. max. assoluta (°C)      | 19,4 (1974)  | 20,2 (1967)  | 24,2 (1952)  | 26,4 (1962) | 31,5 (1953) | 33,4 (1952) | 36,8 (1952) | 34,4 (1952) | 31,8 (1952) | 26,8 (1962) | 22,8 (1979) | 21,4 (1974)  | 21,4     | 31,5     | 36,8     | 31,8     | 36,8  |
| T. min. assoluta (°C)      | −15,6 (1971) | −21,8 (1956) | −10,5 (1971) | −3,8 (1955) | −2,3 (1957) | 4,5 (1953)  | 6,6 (1954)  | 6,3 (1956)  | 1,8 (1972)  | −2,6 (1974) | −7,8 (1971) | −12,8 (1963) | −21,8    | −10,5    | 4,5      | −7,8     | −21,8 |

### Dati climatologici 1931-1960
In base alle medie climatiche 1931-1960, la temperatura media del mese più freddo, gennaio, è di +0,2 °C (contro i +1,3 °C della media 1961-1990) mentre quella del mese più caldo, luglio, si attesta a +23,2 °C (contro i +22,0 °C della media 1961-1990); la temperatura media annua fa registrare il valore di +12,2 °C (contro i +11,7 °C della media 1961-1990).
Mediamente si contano 73 giorni di gelo all'anno e 113 giornate in cui si registrano precipitazioni, anche se inferiori alla soglia di 1 mm del giorno di pioggia.
| Torino Caselle (1931-1960)   | Mesi | Mesi | Mesi | Mesi | Mesi | Mesi | Mesi | Mesi | Mesi | Mesi | Mesi | Mesi | Stagioni | Stagioni | Stagioni | Stagioni | Anno |
| Torino Caselle (1931-1960)   | Gen  | Feb  | Mar  | Apr  | Mag  | Giu  | Lug  | Ago  | Set  | Ott  | Nov  | Dic  | Inv      | Pri      | Est      | Aut      | Anno |
| ---------------------------- | ---- | ---- | ---- | ---- | ---- | ---- | ---- | ---- | ---- | ---- | ---- | ---- | -------- | -------- | -------- | -------- | ---- |
| T. max. media (°C)           | 3,4  | 7,4  | 12,4 | 17,0 | 20,0 | 25,1 | 27,2 | 27,0 | 23,0 | 16,5 | 9,5  | 4,8  | 5,2      | 16,5     | 26,4     | 16,3     | 16,1 |
| T. min. media (°C)           | −3,0 | −1,0 | 4,0  | 8,4  | 12,2 | 16,2 | 19,1 | 18,1 | 14,5 | 9,7  | 3,0  | −2,0 | −2,0     | 8,2      | 17,8     | 9,1      | 8,3  |
| Giorni di gelo (Tmin ≤ 0 °C) | 23   | 16   | 4    | 1    | 0    | 0    | 0    | 0    | 0    | 1    | 5    | 23   | 62       | 5        | 0        | 6        | 73   |
| Giorni di pioggia            | 7    | 6    | 8    | 13   | 14   | 13   | 9    | 8    | 9    | 10   | 9    | 7    | 20       | 35       | 30       | 28       | 113  |

## Valori estremi

### Temperature estreme mensili dal 1945 ad oggi
Nella tabella sottostante sono riportati i valori delle temperature estreme mensili registrate presso la stazione meteorologica dal 1945 ad oggi. Nel periodo esaminato, la temperatura minima assoluta ha toccato i -21,8 °C nel febbraio 1956 mentre la massima assoluta ha raggiunto i +37,2 °C nell'agosto 2023.
| Torino Caselle (1945-2024) | Mesi         | Mesi         | Mesi         | Mesi        | Mesi        | Mesi        | Mesi        | Mesi        | Mesi        | Mesi        | Mesi        | Mesi         | Stagioni | Stagioni | Stagioni | Stagioni | Anno  |
| Torino Caselle (1945-2024) | Gen          | Feb          | Mar          | Apr         | Mag         | Giu         | Lug         | Ago         | Set         | Ott         | Nov         | Dic          | Inv      | Pri      | Est      | Aut      | Anno  |
| -------------------------- | ------------ | ------------ | ------------ | ----------- | ----------- | ----------- | ----------- | ----------- | ----------- | ----------- | ----------- | ------------ | -------- | -------- | -------- | -------- | ----- |
| T. max. assoluta (°C)      | 25,1 (2007)  | 26,7 (2020)  | 27,4 (2002)  | 31,0 (2011) | 32,3 (2001) | 36,9 (2019) | 36,8 (1952) | 37,2 (2023) | 32,7 (2024) | 31,3 (2023) | 22,8 (1979) | 22,2 (2023)  | 26,7     | 32,3     | 37,2     | 32,7     | 37,2  |
| T. min. assoluta (°C)      | −15,6 (1971) | −21,8 (1956) | −10,5 (1971) | −3,8 (1955) | −2,3 (1957) | 4,3 (2006)  | 6,6 (1954)  | 6,3 (1956)  | 1,8 (1972)  | −3,9 (1997) | −8,2 (1989) | −12,9 (2009) | −21,8    | −10,5    | 4,3      | −8,2     | −21,8 |